# Kringtjärnen, Härjedalen
Kringtjärnen är en sjö i Härjedalens kommun i Härjedalen och ingår i Ljusnans huvudavrinningsområde.